# Petar Kopić
Petar Kopić (ili Pietro Coppo) (Venecija, 1469. (1470.) – Izola, 1555. (1556.)) zemljopisac i kartograf.

## Životopis
Školovao se kod mletačkog humanista Marcantonija Sabellica. Nakon školovanja, nekoliko je godina putovao Italijom i cijelim Sredozemljem. U Rimu je prijateljevao s humanistom Pomponijem Letom, u Napuljskoj Kraljevini se zadržao osamnaest mjeseci, a na Kreti je kod svog strica Nikole stanovao šest godina. Vrativši se s putovanja radio je kao općinski pisar po mnogim mjestima. Ta dužnost dovela ga je u Izolu, gdje je bio javni bilježnik, pa je sudjelovao u komunalnim i građanskim poslovima, postigavši visoki položaj. Krajem 1505. godine bio je besjednik u Mlecima tražeći da dužd odobri neke povlastice Izoli. Zbog uspješno obavljene zadaće, Vijeće Izole primilo ga je 1506. godine za građanina i vijećnika, što mu je otvorilo put k najvišim dužnostima. 
Svoje najveće djelo, rukopisni atlas pod naslovom De toto orbe (O Zemlji) izradio je u Izoli 1520. godine. Građu je prikupljao tijekom putovanja i proučavanjem starijih i recentnijih zemljopisnih djela. U atlasu se nalazi karta Balkanskoga poluotoka na kojoj se vidi Hrvatska. Djelo je ostalo u rukopisu, sastavljeno je od četiri knjige koje sadrže 22 generalne i posebno rukom crtane zemljovide. Prva knjiga posvećena je kozmografiji, druga sadrži Europu (s brojnim informacijama koje je prikupio na putovanjima), treća opisuje Afriku i dio Amerike nakon Kolumbova otkrića, a četvrta opisuje Aziju. Ne zna se zbog čega to veliko djelo nije bilo tiskano, ali je naširoko poznato. Sačuvane su još dvije rukopisne kopije, jedna je u Općinskoj biblioteci u Bologni i druga u Nacionalnoj biblioteci u Parizu.
Skraćeni sadržaj djela s 15 karata izradio je pod naslovom De summa totius orbis, također na latinskom i u četiri knjige. Te karte predstavljaju uzorak modernog atlasa i smatraju se najboljima u prvoj polovici 16. st. Značajna je karta Balkanskog poluotoka i karta Istre iz 1525, koja je posvećena duždu Anereji Grittiju. Otisnuta je drvorezom na dva lista ukupne veličine 22,5×33,6 cm. Na njoj je Istra u približnom mjerilu 1:280 000, a osim općega zemljopisnog za to doba uobičajena sadržaja, hidrografije i shematski naznačenog gorja, sadrži i 296 toponima. Predstavlja epohalno kartografsko djelo, pa je Coppo stekao glas priznatoga kartografskog autoriteta. Najistaknutiji je kartograf Istre na prijelazu 15. u 16. stoljeće. Sačuvano je nekoliko rukopisnih kopija, u Piranu, Veneciji i u pariškom kodeksu. U Veneciji je 1528. godine kod Agostina di Bindonija tiskao Portolano, zbirku pomorskih karata koja nije u potpunosti sačuvana vjerojatno zbog velike upotrebe, ali su sačuvane rukopisne kopije u pariškom i piranskom kodeksu i u jednom kodeksu British Museuma u Londonu.
Knjižica od svega 13 stranica Del sito de L´Istria (O položaju Istre) rezultat je njegova puta od Istre do Raše, a dopunjena je podacima starijih zemljopisaca i povjesničara. Završena je 1529, a tiskana tek 1540. u Mlecima kod tiskara Francesca Bindonija i Mattea Pasinija. Podijeljena je na opći i posebni dio. U općem dijelu govori se o zemljopisnom položaju Istre, predjelima, brdima, rijekama i vegetaciji. U posebnom dijelu riječ je o istarskim naseljima. Priložena je pregledna karta Istre otisnuta u drvorezu. Ona je redukcija prethodne karte iz 1525. To je prvi zemljopisni opis Istre u kojem su opisani gradovi, sela, otoci, luke, rijeke. Prvi regionalni opis i prva regionalna karta Istre u to su doba bili najveći dosezi zemljopisnog poznavanja i kartografskog prikazivanja Istre, pa su se zahvaljujući njemu rano našli u velikim europskim atlasima. Coppovu kartu Istre iz 1525. smatrali su već u to doba prvoklasnim kartografskim djelom. 
Postumno je tiskana njegova Velika karta Istre iz 1569., koju je za Lafrerija priredio F. Bertollis. Njegova su djela, od kojih se 15 drvoreznih karata čuvaju u Gradskoj knjižnici u Piranu, bila prvorazredan izvornik za kasniju izradu karata tog područja. Njegovim se kartama za prikaz današnje zapadne Hrvatske koristio Ortelius u poznatom atlasu Theatrum Orbis Terrarum.

## Djela
- De toto orbe, rukopisni atlas (4 knjige, 22 karte). Izola 1520.
- Karta Balkana. 1523. – De summa totius orbis (15 drvoreznih karata). 1524-26.
- Istria. Impressa anno MDXXV (Drvorezna karta Istre). 1525.
- Portolan (7 karata). Venecija 1528.
- Karta Jadranskog mora. 1530.
- Del sito de L´Istria. Venecija 1540.
- Velika karta Istre. 1569.

## Vanjske poveznice
- Coppo, Pietro Hrvatska tehnička enciklopedija, portal hrvatske tehničke baštine. LZMK